# Bob Brookmeyer

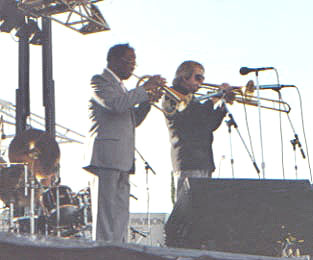
Bob Brookmeyer (till höger) med Clark Terry på Clearwater Jazz Festival.

Robert "Bob" Brookmeyer, född 19 december 1929 i Kansas City i Missouri, död 15 december 2011 i New London i New Hampshire, var en amerikansk jazztrombonist, pianist och arrangör.
Brookmeyer föddes i Kansas City, Missouri där han nådde stor popularitet som medlem i Gerry Mulligan's Quartet mellan 1954 och 1957. Han arbetade senare med Jimmy Giuffre innan han gick med i Mulligan's Concert Jazz Band.
I slutet av 1950-talet flyttade Brookmeyer till New York för att arbeta som frilansarrangör. I slutet på 1960-talet arbetade han även som studiomusiker, ledde en kvintett tillsammans med Clark Terry och arbetade i och skrev musik för Thad Jones/Mel Lewis Orchestra. 1980 spelade bandet in ett album med Brookmeyers kompositioner och arrangemang där Clark Terry medverkade på två av låtarna.
Efter en period i Europa så återvände Brookmeyer till Amerika, där han fortsatte att skriva och spela in musik. Bob Brookmeyer arbetade även som lärare på New England Conservatory of Music i Boston.